# 113 Amalthea
113 Amalthea este un asteroid din centura principală, descoperit pe 12 martie 1871, de Robert Luther.